# 1789 en journalisme
Cet article présente les faits marquants de l'année 1789 en journalisme.

## Évènements
- 26 août : L'article 11 de la DDHC consacre la liberté de la presse en France : « La libre communication des pensées et des opinions est un des droits les plus précieux de l'homme : tout citoyen peut donc parler, écrire, imprimer librement, sauf à répondre de l'abus de cette liberté dans les cas déterminés par la loi. »[1].